# Trial de Sant Llorenç 1986
L'edició de 1986 del Trial de Sant Llorenç fou la 20a d'aquesta prova, organitzada pel Motor Club Terrassa. El trial era la quarta prova del Campionat del Món d'aquell any i tingué lloc el 13 d'abril a Peramola, Alt Urgell. Hi participaren 102 pilots, els quals hagueren de superar 21 zones repartides al llarg d'un recorregut que calia completar 2 vegades.

## Classificació
| Posició | Pilot              | Motocicleta | Punts |
| ------- | ------------------ | ----------- | ----- |
| 1       | Eddy Lejeune       | Honda       | 31    |
| 2       | Philippe Berlatier | Aprilia     | 41    |
| 3       | Thierry Michaud    | Fantic      | 43    |
| 4       | Diego Bosis        | Montesa     | 46    |
| 5       | Jordi Tarrés       | Beta        | 50    |
| 6       | Gilles Burgat      | Yamaha      | 53    |
| 7       | Andreu Codina      | Montesa     | 55    |
| 8       | Bernie Schreiber   | Yamaha      | 58    |
| 9       | Steve Saunders     | Honda       | 61    |
| 10      | Renato Chiaberto   | Fantic      | 61    |